# Mario García
|  | Aquest article tracta sobre Mario R. García el periodista. Vegeu-ne altres significats a «Mario García (desambiguació)». |

Mario R. García és un periodista, consultor i dissenyador de mitjans digitals. Nasqué el 15 de febrer de 1947 a Placetas, Las Villas, Cuba i actualment està nacionalitzat als Estats Units.

## Activitat professional
Mario García ha col·laborat en més de cinc-centes publicacions al llarg dels darrers quaranta anys. García ha redissenyat publicacions prestigioses com The Wall Street Journal, The Miami Herald, The Philadelphia Inquirer, Handelsblatt, Die Zeit, Malayala Manorama, Sakshi and Paris Match.
L'any 2006 la revista People en Español l'escollí com un dels cent hispans més influents.
Mario García té una llarga trajectòria docent a la Syracuse University, la University of South Florida i és professor emèrit de la Universidad de Navarra, a més d'haver estat conferenciant en universitats de catorze països.
Mario García lidera García Media, una consultora especialitzada en mitjans digitals.